# چوی (شهرستان کمین)
چوی (به لاتین: Chüy) یک منطقهٔ مسکونی در قرقیزستان است که در شهرستان کمین واقع شده‌است. چوی ۱۹ نفر جمعیت دارد و ۱٬۱۸۸ متر بالاتر از سطح دریا واقع شده‌است.